# Chantal van den Broek-Blaak
Chantal van den Broek-Blaak, née Chantal Blaak le 22 octobre 1989 à Rotterdam, est une coureuse cycliste néerlandaise, membre de l'équipe SD Worx. Elle est championne du monde sur route en 2017. Elle a réalisé plusieurs places d'honneur dans les manches de coupe du monde. En 2014, elle gagne l'Open de Suède Vårgårda. C'est à la fois une sprinteuse et une rouleuse. En 2016, elle s'impose sur deux classiques majeures : le Tour de Drenthe et Gand-Wevelgem. En 2018, elle remporte l'Amstel Gold Race. Elle est championne des Pays-Bas sur route 2017, 2018 et 2024. En 2020, elle gagne le Tour des Flandres, puis les Strade Bianche la saison suivante.

## Débuts

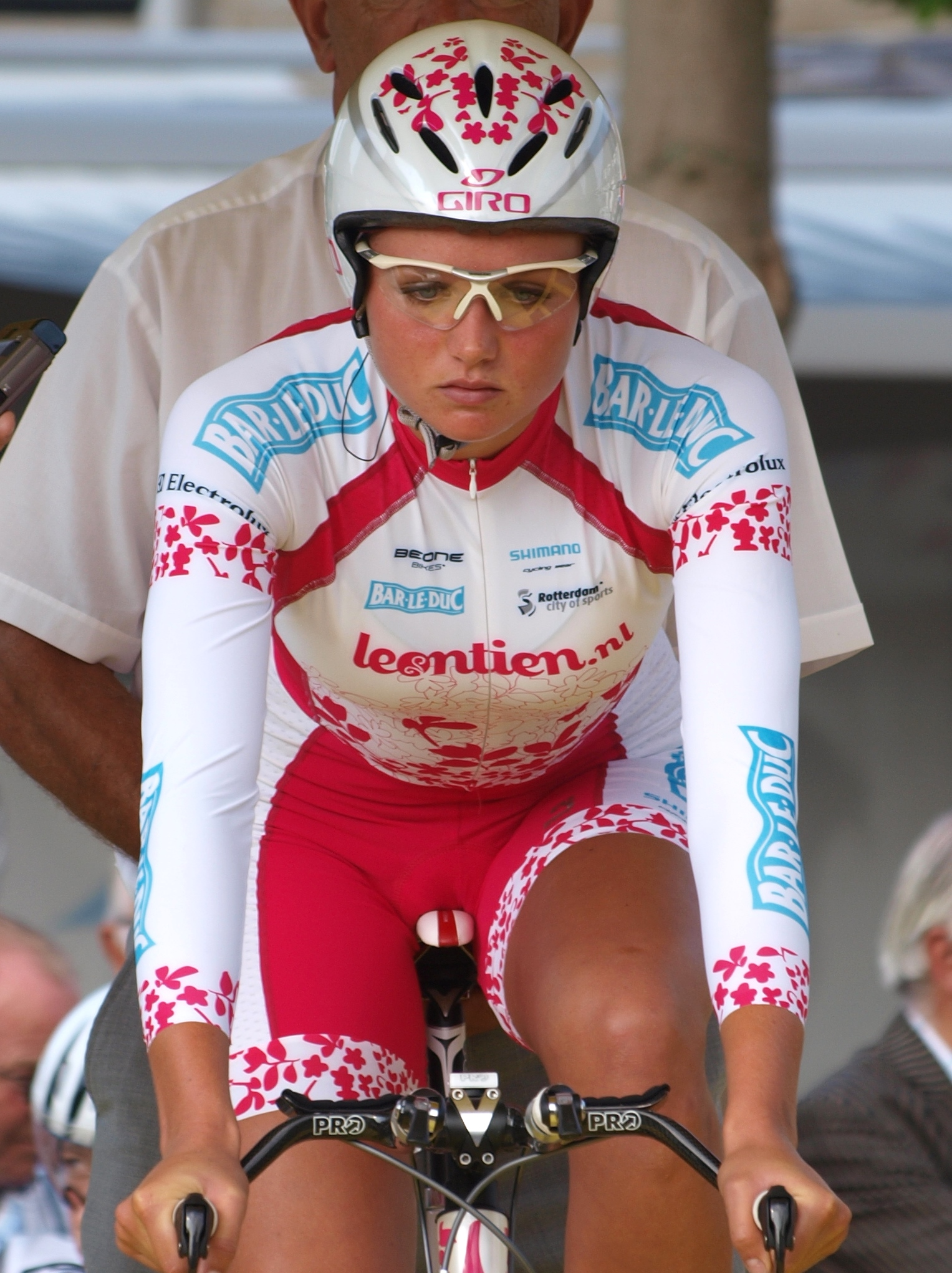
Chantal Blaak lors du championnat des Pays-Bas du contre-la-montre 2009.

En 2007, elle termine cinquième des championnats du monde contre-la-montre juniors et dixième de l'épreuve en ligne.

## Carrière

### 2008 - 2012: AA Drink

#### 2008
Elle devient membre de l'équipe AA Drink en 2008. Sur le Tour de Nuremberg, elle prend la bonne échappée et finit treizième. La même année, elle est médaillée d'argent du championnat du monde universitaire sur route. Elle est contrôlée positive au Furosémide (un médicament utilisé pour traiter l'accumulation de liquide due à des problèmes cardiaques, hépatiques ou rénaux) après la course, mais après avoir donné une explication aux agences antidopage concernées, elle ne reçoit aucune forme de sanction ou de suspension.

#### 2009
En 2009, elle est quatrième du Circuit Het Nieuwsblad au sprint. Sur la première épreuve de coupe du monde : le Trofeo Alfredo Binda-Comune di Cittiglio, elle termine quatrième du sprint du peloton soit huitième au total. Début avril, elle termine troisième du Grand Prix international de Dottignies. Dans la manche de coupe du monde du Tour de Drenthe, elle part en échappée dans les dix derniers kilomètre avec cinq autres coureuses. Elle termine troisième du sprint derrière Emma Johansson et Loes Gunnewijk. En juin, sur le Kasseien Omloop Exloo, elle s'échappe avec Chloe Hosking, Adrie Visser et Iris Slappendel et gagne le sprint final. En juillet, elle remporte Championnat d'Europe sur route espoirs avec quasiment une minute d'avance sur ses poursuivantes.

#### 2010
En 2010, Chantal Blaak termine septième de l'Open de Suède Vårgårda en étant deuxième du sprint du groupe de poursuivantes. Au Tour de Drenthe, elle est quatrième du sprint, soit cinquième de la course. Elle termine sixième du Tour des Flandres.

#### 2011
En 2011, elle fait partie de l'effectif de l'équipe AA Drink. Au Circuit Het Nieuwsblad, elle termine troisième du sprint. Au Trofeo Alfredo Binda-Comune di Cittiglio, elle finit sixième, le peloton sprintant pour la deuxième place. En juin, elle part en échappée avec Sarah Düster et Amy Pieters lors de la deuxième étape du RaboSter Zeeuwsche Eilanden et s'impose. Au Grand Prix de Plouay, elle rejoint sur la fin de la course le groupe de tête. Elle termine finalement quatrième.

#### 2012
En 2012, au circuit de Borsele, elle se trouve dans la bonne échappée de sept coureuses et finit quatrième du sprint. Elle fait partie de la composition de l'équipe pour les championnats du monde du contre-la-montre par équipes. L'équipe Aa-Drink finit troisième. Chantal Blaak ne participe pas à autant de courses qu'espérait du fait de la richesse de l'effectif de l'équipe et décide donc d'en partir fin 2012.

### 2013: Tibco-To the Top
En 2013, elle rejoint l'équipe Tibco-To the Top. Elle est recrutée pour ses résultats dans les classiques. Au trophée Binda, elle gagne le sprint du peloton et finit cinquième.

### 2014: Specialized-Lululemon
Elle devient membre l'équipe Specialized-lululemon en 2014. Le 13 mars, Chantal Blaak remporte le Molecaten Drentse 8 légèrement détachée. En avril, elle remporte la dernière étape de l'Energiewacht Tour en devançant au sprint Loes Gunnewijk. Deux jours plus tard a lieu la première manche de la coupe du monde : le Tour de Drenthe, la sélection se fait dans le premier passage de la côte dite du VAM. À son sommet, un groupe de quinze coureuses s'extirpe avec Chantal Blaak dedans. Anna van der Breggen et Iris Slappendel s'échappent du groupe, mais grâce au travail d'Ellen van Dijk le groupe de poursuite revient à quelques encablures. Lors de la seconde ascension Elizabeth Armitstead place une attaque et rejoint van der Breggen, Slappendel ayant lâché. Chantal finit deuxième du sprint du groupe des poursuivantes et est donc quatrième. L'équipe Specialized-Lululemon gagne le contre-la-montre par équipe de l'Energiewacht Tour. Chantal Blaak remporte la dernière étape en devançant au sprint Loes Gunnewijk.
En août, après avoir remporté le contre-la-montre par équipe de Vårgårda, elle s'impose sur l'épreuve de coupe du monde en ligne éponyme. Après avoir été active durant la course, elle part à trois kilomètres de l'arrivée avec  	Amy Pieters et Roxane Knetemann et les bat au sprint.
Aux contre-la-montre par équipes féminin aux championnats du monde, l'équipe qui a essuyé une chute à l'entraînement le samedi, remporte pour la troisième fois d'affilée l'épreuve avec plus d'une minute d'avance sur l'équipe Orica-AIS. Sur l'épreuve individuelle, elle prend la treizième place.

### 2015 -: Boels Dolmans

#### 2015

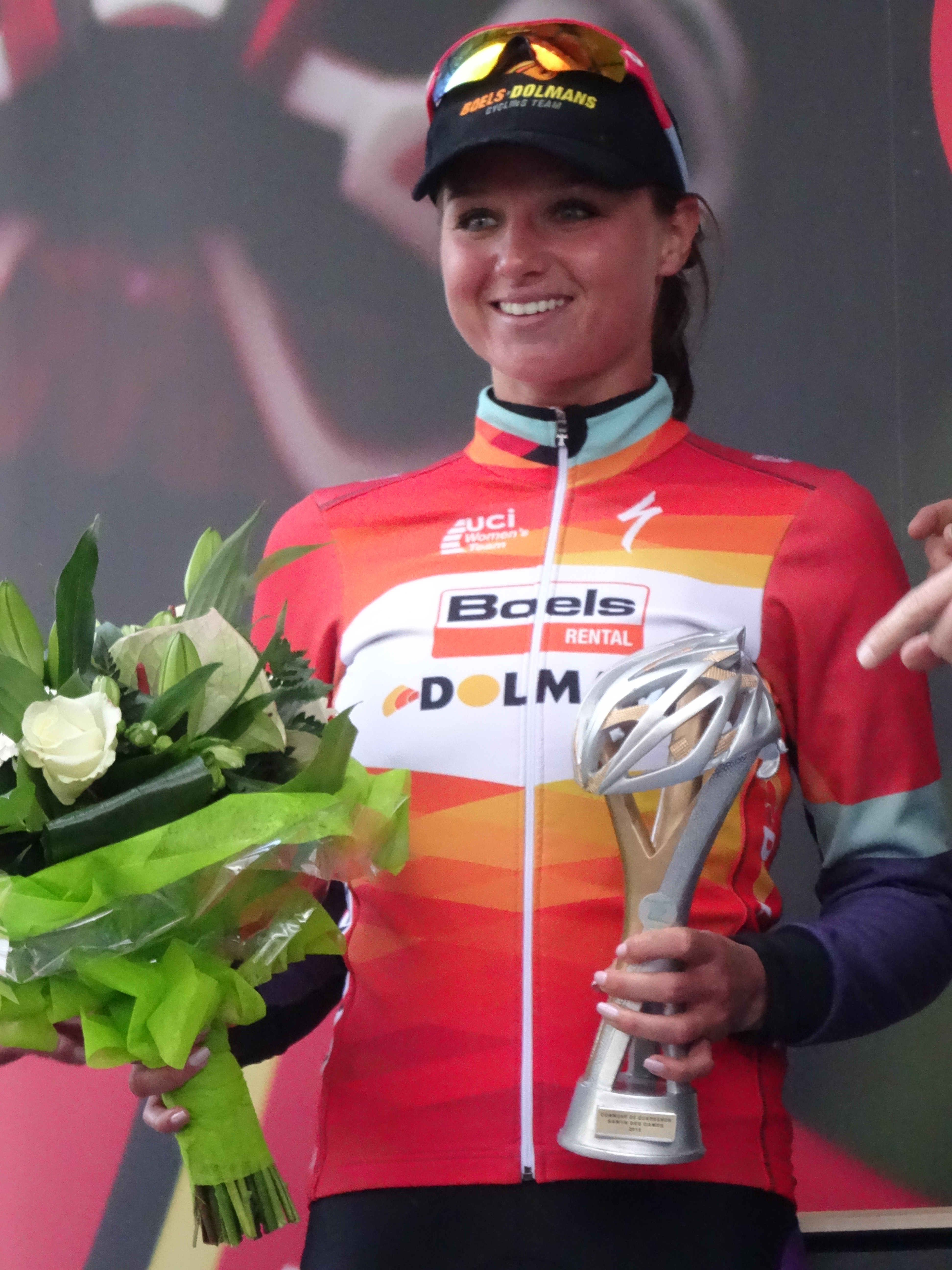
Chantal Blaak lors de sa victoire du Samyn des Dames 2015.

Chantal Blaak s'engage en 2015 avec l'équipe Boels Dolmans. Lors de la première classique de printemps, le Circuit Het Nieuwsblad, elle finit quatrième en sprintant dans le groupe des poursuivantes. Durant la semaine qui suit, elle s'impose au Samyn des Dames au sprint.

#### Tour de Drenthe et Gand-Wevelgem (2016)
Au circuit Het Nieuwsblad, elle remporte le sprint du peloton derrière sa coéquipière Lizzie Armitstead. Au Samyn des Dames, au bout de trente kilomètres, l'équipe Boels Dolmans provoque une bordure isolant définitivement une vingtaine de coureuses, dont les cinq membres de la formation. Chantal Blaak se trouve ensuite dans le groupe de huit coureuses qui se forme dans les secteurs pavés du circuit final. Emma Johansson produit une nouvelle accélération pour se détacher avec Chantal Blaak. Cette dernière tente plusieurs fois sans succès de se détacher, sans succès. La victoire se joue au sprint et la Néerlandaise se montre la plus rapide,. Au Tour de Drenthe, Chantal Blaak accélère dans le dernier secteur pavé situé à soixante-et-un kilomètres de l'arrivée. Elle est suivie par Gracie Elvin, Trixi Worrack et Anna van der Breggen. Les quatre coureuses se disputent la victoire et Chantaal Blaak se montre la plus rapide. À Gand-Wevelgem, l'équipe Boels Dolmans se retrouve au complet dans le final dans un peloton réduit. À trente kilomètres de l'arrivée, Lizzie Armitstead attaque deux fois en suivant. Chantal Blaak contre immédiatement et crée un écart. Elle gagne la course avec plus d'une minute d'avance. Elle endosse par la même occasion le maillot de leader de l'UCI World Tour.
Lors de l'Open de Suède Vårgårda, un groupe de neuf coureuses avec les principales équipes représentées part à mi-course. Il est constitué de : Emilia Fahlin, Amy Pieters, Chantal Blaak, Lotta Lepistö, Maria Giulia Confalonieri, Hannah Barnes, Amanda Spratt , Julia Soek et Shara Gillow. Même si l'avance de cette échappée ne dépasse jamais deux minutes, la poursuite ne s'organisant pas, elle se dispute la victoire. Emilia Fahlin anticipe le sprint et s'impose seule. Derrière Lotta Lepistö devance Chantal Blaak et Amy Pieters.
Le Boels Ladies Tour, la formation Boels Dolmans domine le contre-la-montre par équipes. La troisième étape est plus vallonnée. Dans le final en montée, Chantal Blaak prend la troisième place et la tête du classement général. Sur la difficile dernière étape, la victoire se joue dans la dernière ascension du Cauberg. Katarzyna Niewiadoma y devance Ellen van Dijk. Chantal Blaak passe la ligne deux secondes après Ellen van Dijk et conserve ainsi sa première place au classement général.

#### Championne du monde (2017)

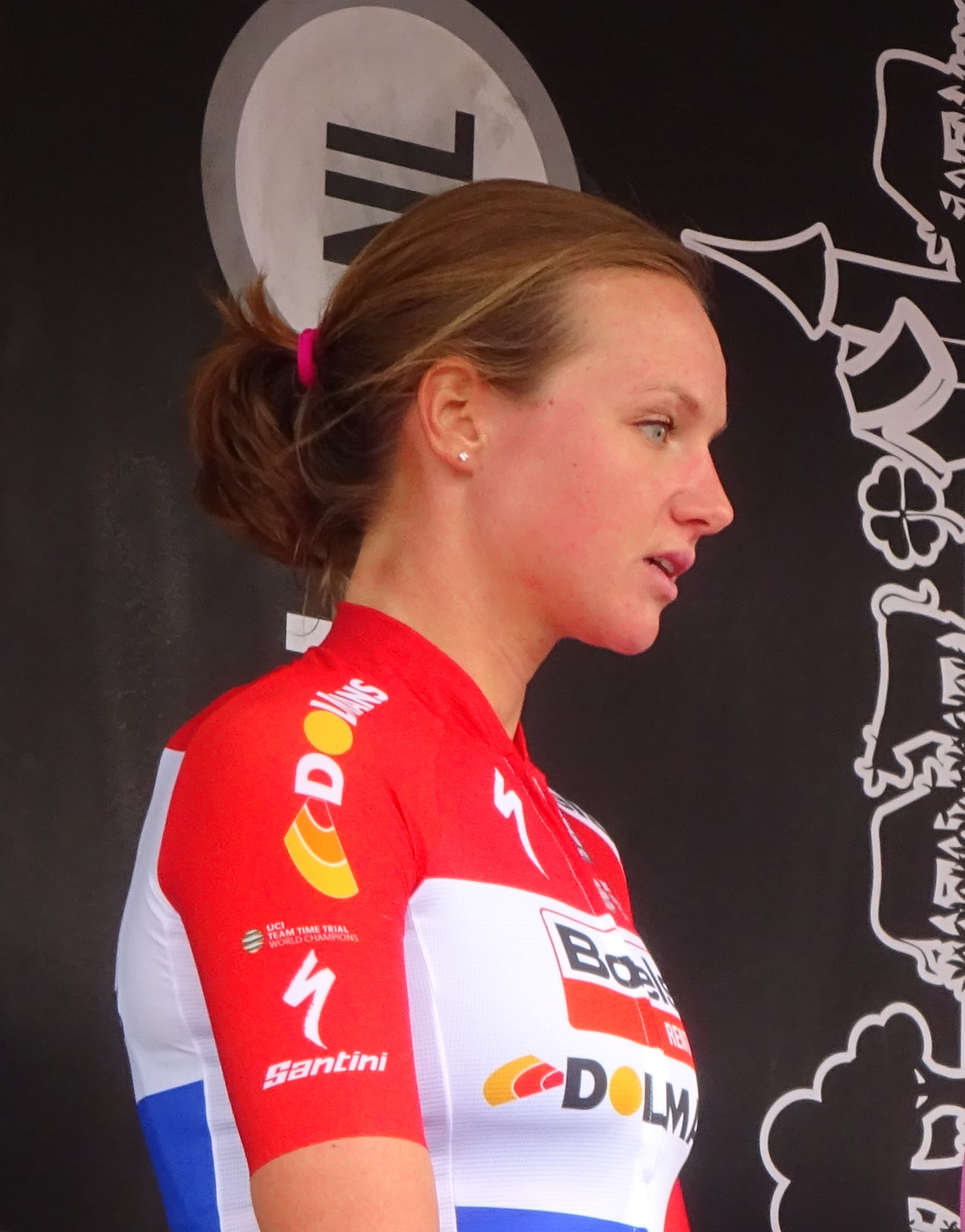
Au Profonde van Tiel 2017

Au Circuit Het Nieuwsblad, Ellen van Dijk et Elisa Longo Borghini s'échappent après le Paterberg. Le Molenberg permet à un nouveau groupe de poursuite de prendre le large. Il comprend Lotte Kopecky, Lucinda Brand, Chantal Blaak, Annemiek van Vleuten et Amanda Spratt. La jonction avec la tête s'opère à seize kilomètres de l'arrivée. À sept kilomètres de l'arrivée, Lucinda Brand pourtant bonne sprinteuse, profitant du surnombre de l'équipe Sunweb, attaque. Elle n'est plus revue. Derrière, Chantal Blaak se classe deuxième.
Au Trofeo Alfredo Binda-Comune di Cittiglio, Chantal Blaak se classe quatrième du sprint final après que l'équipe Boels Dolmans a contrôlé la course,. Elle est ensuite huitième du sprint à Gand-Wevelgem. Au Tour des Flandres, son équipe fait en sorte que la course se termine au sprint. Elle y prend la troisième place derrière Coryn Rivera et Gracie Elvin,. À l'Healthy Ageing Tour, sur la quatrième étape, Chantal Blaak fait partie de la bonne échappée avant de s'imposer au sprint.
Lors des championnats des Pays-Bas sur route, Chantal Blaak s'échappe avec Floortje Mackaij, Anouska Koster et Aafke Soet à seize kilomètres de l'arrivée. Chantal Blaak part ensuite seule à deux kilomètres de l'arrivée et obtient ainsi le titre.
Aux championnats du monde du contre-la-montre par équipes, elle fait partie de la composition de l'équipe Boels Dolmans. L'équipe passe en tête de la côte. Toutefois, elle perd vingt-sept secondes sur la formation Sunweb entre ce point et l'arrivée. L'équipe doit donc se contenter de la médaille d'argent. Sur la course en ligne, elle est prise dans la chute avec Megan Guarnier à une soixantaine de kilomètres de l'arrivée. À vingt-trois kilomètres de l'arrivée, Chantal Blaak contre avec Audrey Cordon-Ragot et Hannah Barnes. Dans la dernière montée de Salmon Hill, les favorites accélèrent. Katarzyna Niewiadoma, Annemiek van Vleuten, Katrin Garfoot et Anna van der Breggen reviennent sur la tête de course. À huit kilomètres de l'arrivée, Chantal Blaak saisit sa chance et attaque. Elle s'impose en solitaire,,.

#### Amstel Gold Race (2018)

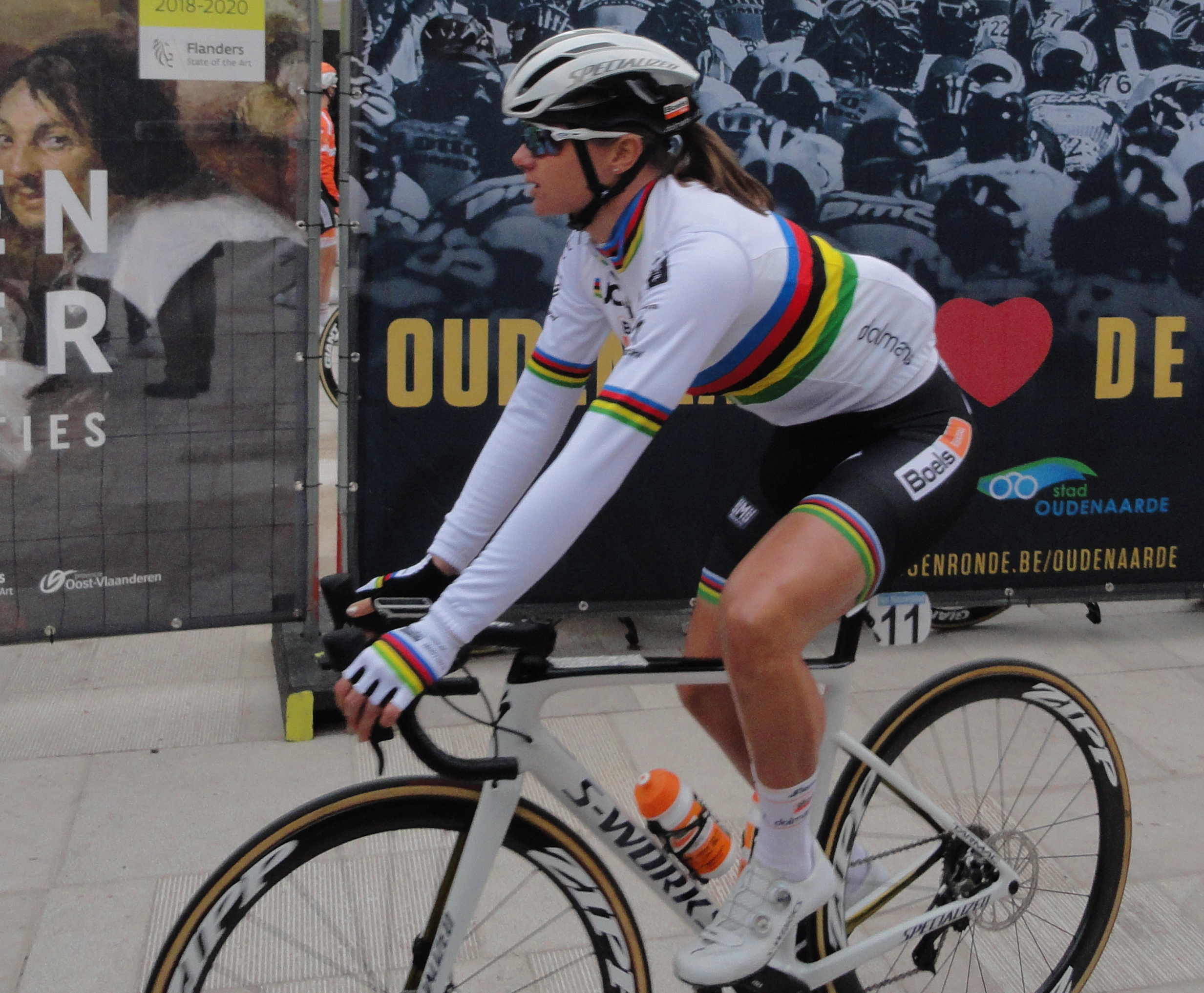
Avec son maillot de championne du monde au départ du Tour des Flandres 2018

Sur les Strade Bianche, la pluie ponctue la course, rendant les routes blanches particulièrement boueuses.Au kilomètre soixante-quinze, sur le plus long secteur pavé, l'équipe Boels Dolmans se place en tête. Alena Amialiusik accélère et est suivie par Chantal Blaak et Ellen van Dijk. Leur avance monte à quarante secondes à trente-quatre kilomètres de l'arrivée. Elles sont finalement revues par le reste du peloton dans le secteur pavé numéro six. Chantal Blaak est finalement quatrième,. Au Trofeo Alfredo Binda-Comune di Cittiglio, dans la dernière ascension de Casale, les favorites Katarzyna Niewiadoma, Elisa Longo Borghini et Chantal Blaak accélèrent et reviennent immédiatement sur la tête de course. Le groupe de tête se reforme néanmoins avec douze unités. Tout doit se décider dans la dernière ascension d'Orino. Finalement, Katarzyna Niewiadoma réussit à distancer ses adversaires. Derrière, Chantal Blaak se montre la plus rapide,.
Sur l'Healthy Ageing Tour, elle est deuxième du contre-la-montre inaugural. Sur la quatrième étape, le vent opère immédiatement sur l'étape et permet à un groupe de favorites de partir. Elles creusent rapidement un écart important sur le peloton. Le circuit final est particulièrement tortueux. Chantal Blaak négocie mieux les derniers virages et s'impose assez largement,. Finalement, Amy Pieters remporte la course devant Chantal Blaak. À l'Amstel Gold Race, le passage du Keutenberg au kilomètre cinquante-quatre provoque une sélection. Un groupe de huit coureuses dont Chantal Blaak se forme. Il prend rapidement un avantage décisif. Dans l'avant-dernière montée du Cauberg, Chantal Blaak attaque. Elle est suivie par Alexis Ryan et Amanda Spratt. Plus loin, trois autres coureuses reviennent sur l'avant. La Néerlandaise contrôle les attaques de ses adversaires sur le plat et dans la dernière ascension du Cauberg. Elles sont trois pour la victoire dans la dernière ligne droite : Spratt, qui ouvre la route, Lucinda Brand, qui lance le sprint et Chantal Blaak qui s'impose facilement,.
Sur les championnats nationaux, aux Pays-Bas, Chantal Blaak fait partie du groupe des favorites durant la course. Dans le final, elle attaque et parvient à s'imposer pour conserver son titre. Au Boels Ladies Tour, la cinquième étape a un parcours similaire à l'Amstel Gold Race. Chantal Blaak utilise la même stratégie. Elle part en début d'étape en échappée avec Roxane Knetemann, Pernille Mathiesen et Eugénie Duval. À onze kilomètres du but, Chantal Blaak passe à l'offensive pour s'imposer seule.

#### Het Nieuwsblad (2019)

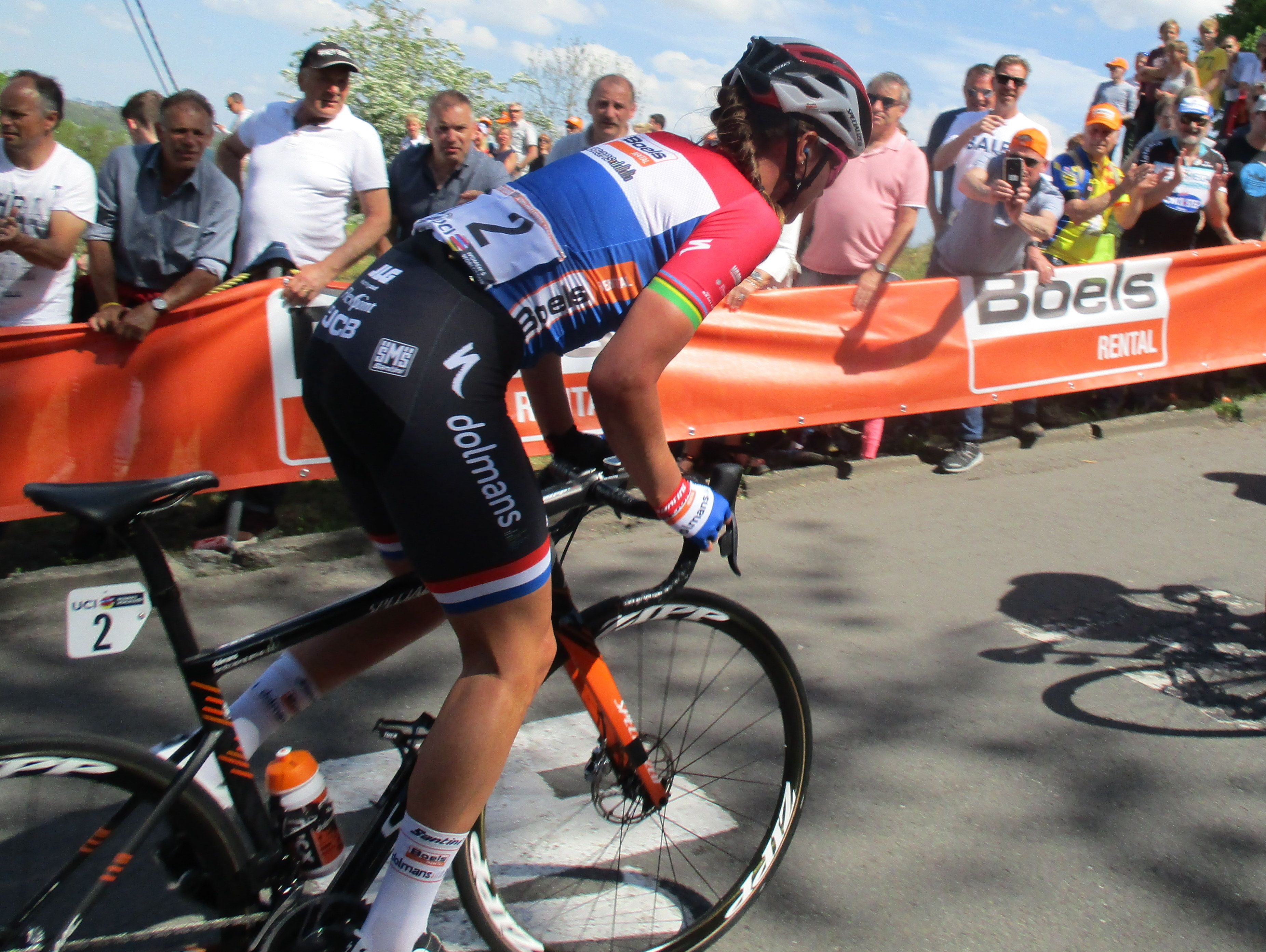
Sur la Flèche wallonne 2019

Au circuit Het Nieuwsblad, Chantal Blaak attaque dans le Tenbosse. Katarzyna Niewiadoma l'accompagne. Elles sont reprises plus loin. Le mur de Grammont se montre décisif. Chantal Blaak ouvre la route, avec Anna van der Breggen et les autres favorites dans la roue. Elles prennent quelques mètres d'avance sur le peloton dans la montée. Après la descente, Chantal Blaak place une offensive nette. Annemiek van Vleuten tente de la prendre en chasse, mais Anna van der Breggen la marque. Chantal Blaak s'impose. Aux Strade Bianche, à treize kilomètres de l'arrivée, Chantal Blaak et Janneke Ensing passent à l'offensive. Blaak se retrouve seul dans le secteur suivant, mais bute sur la côte s'y trouvant. Elle finalement dixième,. Au Tour de Drenthe, à l'approche du dernier secteur, le rythme augmente considérablement sous l'impulsion de la formation Boels Dolmans. Dans celui-ci, Chantal Blaak ouvre la route. À la sortie du secteur, Ellen van Dijk attaque immédiatement. Chantal Blaak tente de suivre, mais un trou se forme. Après un moment de flottement, Blaak part avec Marta Bastianelli dans la roue. La coopération n'est pas optimale, mais elles finissent par reprendre Ellen van Dijk. Dans les deux derniers kilomètres, Marta Bastianelli doit prendre le vent seule. Chantal Blaak tente de la surprendre en ouvrant le sprint, mais l'Italienne la maintient à niveau et s'impose malgré le dernier coup de reins de la Néerlandaise. Au Tour des Flandres, Chantal Blaak ne parvient pas à suivre le groupe de Marta Bastianelli dans le vieux Quaremont et finit septième.

#### Tour des Flandres (2020)

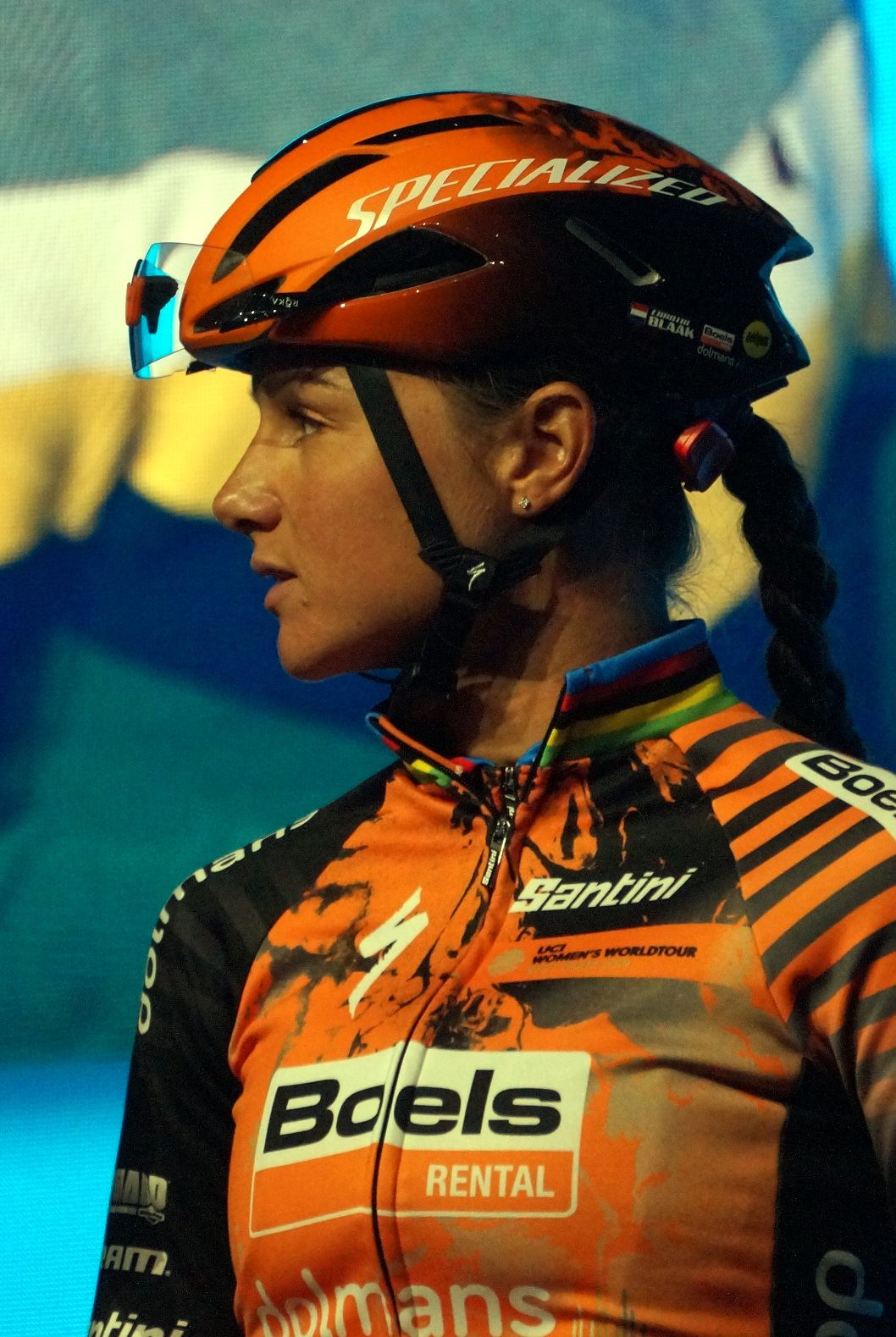
Présentation du Circuit Het Nieuwsblad

Au Circuit Het Nieuwsblad, Chantal Blaak est présente dans le groupe de poursuite derrière Annemiek van Vleuten qui sort dans le Bosberg. Elle se classe quatrième. Au Samyn des Dames, Chantal van den Broek-Blaak attaque à cinquante-sept kilomètres de l'arrivée après la côte de la Roquette et s'impose seule.
Aux championnats d'Europe, à trente-huit kilomètres de l'arrivée une chute a lieu au sommet de la côte du Lézot. Peu après, Chantal Blaak place une attaque dans la montée de Lann Payot avec Elena Cecchini dans la roue. Elles sont reprises, mais Annemiek van Vleuten est mise sur orbite. À vingt-trois kilomètres de l'arrivée, Chantal Blaak sort seule et revient sur le groupe de tête. Annemiek van Vleuten, qui jusqu'alors s'économisait, se met au service de Chantal Blaak et mène le groupe. L'écart monte à la minute. Dans le dernier tour, Elisa Longo Borghini attaque dans la côte du Lézot et distance Chantal Blaak. Elle revient mais est de nouveau distancée dans la dernière difficulté, elle finit à la quatrième place.
Au Tour des Flandres, au sommet du Kruisberg, Chantal Blaak attaque. Elle est suivie par Elisa Longo Borghini, Lisa Brennauer et van der Breggen. L'accélération reprend les deux échappée. Chantal Blaak tente une seconde fois quelques hectomètres plus loin. Au sommet du vieux Quaremont, Chantal Blaak place une troisième offensive décisive. Elle s'impose échappée.

#### Strade Bianche (2021)

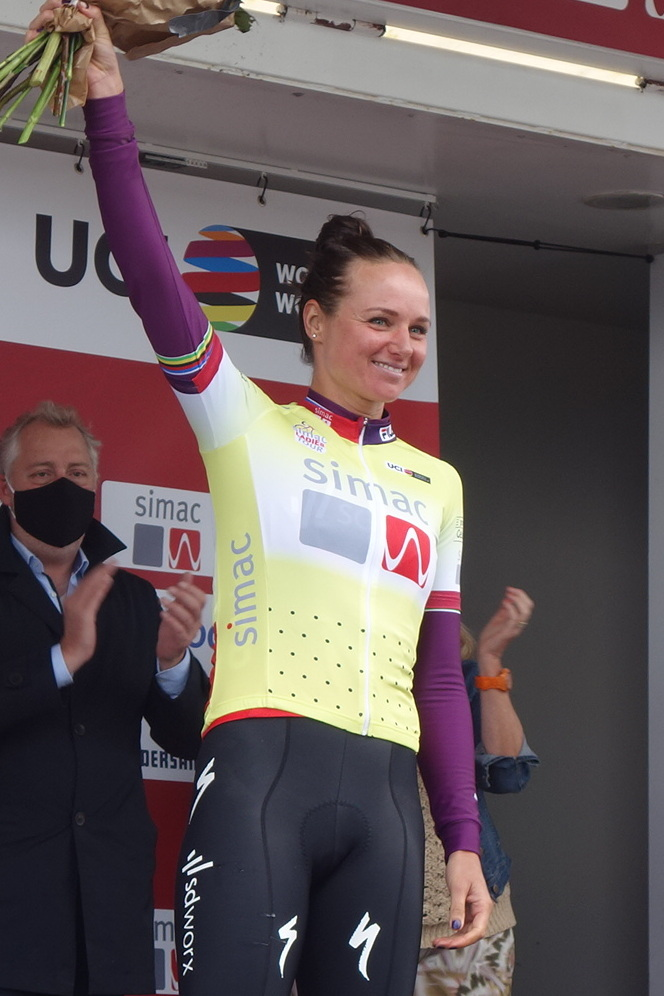
Au Simac Ladies Tour 2021

Aux Strade Bianche, à l'avant un groupe de huit coureuses se forme avec Chantal Van den Broek-Blaak. Le groupe se morcelle dans le sixième secteur. Blaak est toujours à l'avant. Peu après, le reste des favorites reviennent sur l'avant. Dans ce groupe se trouve quatre membres de l'équipe SD Worx dont Blaak. À quinze kilomètres de l'arrivée, Chantal Van den Broek-Blaak attaque. Annemiek van Vleuten semble vouloir aller la chercher, mais laisse finalement partir. Van den Broek-Blaak est rejointe par Elisa Longo Borghini. Elles sont immédiatement reprise. À six kilomètres de l'arrivée, Chantal Van den Broek-Blaak attaque une nouvelle fois. Elisa Longo Borghini la rejoint. Elles gagnent rapidement de précieuses secondes sur le groupe de poursuite. À deux kilomètres de l'arrivée, Chantal Van den Broek-Blaak arrête de passer des relais. Dans la montée finale, Elisa Longo Borghini mène le duo mais semble fatiguée. Au cinq cents mètres, Chantal Van den Broek-Blaak place une violente attaque pour aller s'imposer.
En juin, elle remporte légèrement détachée le Dwars door het Hageland après 45 km d'échappée. Christine Majerus est deuxième,. En août, au Simac Ladies Tour, Chantal van den Broek-Blaak est troisième du contre-la-montre, quarante-et-une secondes derrière Marlen Reusser. Elle est à la même place au classement général. Sur la troisième étape, à sept kilomètres du but, une chute importante a lieu proche de la tête du peloton. Un petit groupe se dispute la victoire et Lonneke Uneken se montre la plus rapide. Chantal van den Broek-Blaak reprend du temps à Reusser. Elle est ensuite troisième de l'arrivée en faux-plat montant de la quatrième étape et prend définitivement la tête du classement général.
Elle est dixième du premier Paris-Roubaix. Au Drentse 8, la météo est extrêmement venteuse et accompagnée d'averses. Cela provoque une importante sélection dans le peloton. Elles sont rapidement seulement dix-sept en tête. À dix kilomètres de l'arrivée, Chantal van den Broek-Blaak part seule. Elle n'est plus reprise.

### 2022
Chantal van den Broek-Blaak prévoit initialement de terminer sa carrière en fin d'année 2022. Son contrat avec SD Worx est cependant prolongé jusqu'en fin d'année 2024 et comporte une clause prévoyant un éventuel retrait des compétitions en cas de grossesse. Elle annonce être enceinte en novembre 2022.

### 2024-2025
De retour après avoir accouché de sa fille, elle se met tout d'abord au service de son équipe. Le 23 juin, elle s'impose devant sa coéquipière Mischa Bredewold à sa grande surprise lors des championnats de son pays en attaquant dans le dernier tour et n'étant plus rejointe. C'est son 3e titre, sa première victoire après être devenue maman.
Alors qu'elle avait prévu de mettre un terme à sa carrière à l'issue de la saison 2025, elle annonce finalement le 11 février 2025 être enceinte d'un deuxième enfant et cesser la compétition avec effet immédiat.

## Vie privée
En octobre 2019, Chantal Blaak a épousé l'ancien cycliste Lars van den Broek et porte depuis le nom de Van den Broek-Blaak. Elle donne naissance à une fille en mai 2023,.

## Palmarès

### Par années
- 2005
  - 2e du championnat des Pays-Bas sur route débutants
  - 2e du championnat des Pays-Bas du contre-la-montre débutants
- 2006
  -  Championne des Pays-Bas du contre-la-montre juniors
  -  Championne des Pays-Bas de poursuite juniors
  - 3e du championnat des Pays-Bas sur route juniors
  - 5e du championnat d'Europe du contre-la-montre juniors
  - 6e du championnat d'Europe sur route juniors
- 2007
  -  Championne des Pays-Bas du contre-la-montre juniors
  - 3e du championnat des Pays-Bas de course aux points
  - 5e du championnat du monde du contre-la-montre juniors
  - 10e du championnat du monde sur route juniors
- 2008

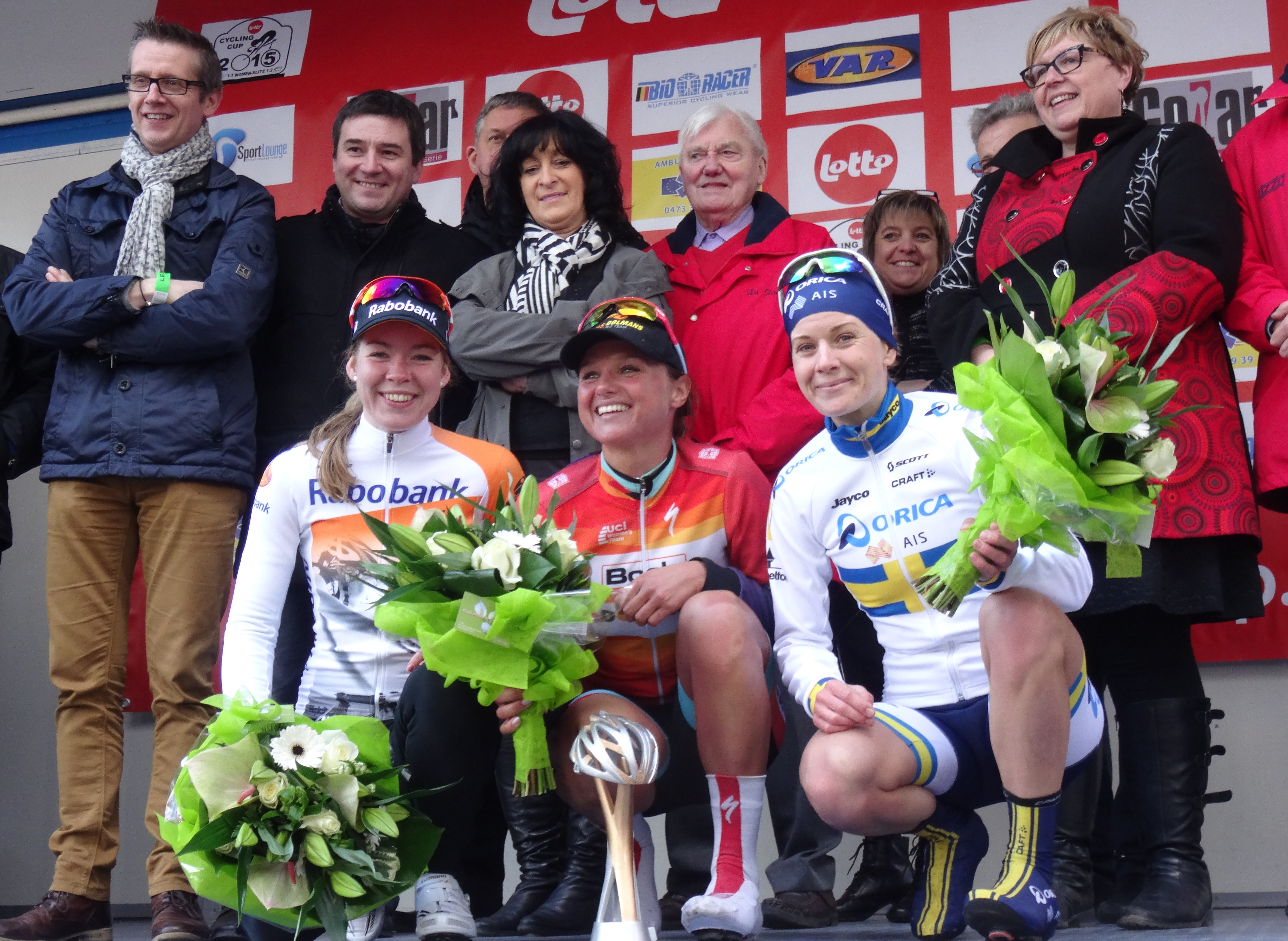
Podium de l'édition 2015 du Samyn des Dames : Anna van der Breggen (2e), Chantal Blaak (1re) et Emma Johansson (3e).

  -  Médaillée d'argent du championnat du monde universitaire sur route
  - 6e du contre-la-montre par équipes de l'Open de Suède Vårgårda
- 2009
  -  Championne d'Europe sur route espoirs
  - Kasseien Omloop Exloo
  - 2e du championnat des Pays-Bas sur route
  - 3e de l'Univé Tour de Drenthe
  - 3e du Grand Prix international de Dottignies
  - 8e du Trofeo Alfredo Binda-Comune di Cittiglio
  - 8e du contre-la-montre par équipes de l'Open de Suède Vårgårda
- 2010
  - 2e de la Boels Rental Hills Classic
  - 4e du contre-la-montre par équipes de l'Open de Suède Vårgårda
  - 5e du Univé Tour de Drenthe
  - 6e du Tour des Flandres
  - 7e de la course en ligne de l'Open de Suède Vårgårda
  - 10e du championnat d'Europe sur route espoirs
- 2011
  - 2e étape du RaboSter Zeeuwsche Eilanden
  - Erondegemse Pijl
  - 3e du championnat des Pays-Bas sur route
  - 3e du Circuit Het Nieuwsblad
  - 4e du Grand Prix de Plouay
  - 6e du Trofeo Alfredo Binda-Comune di Cittiglio
  - 8e du championnat d'Europe sur route espoirs
- 2012
  - 2e du Ronde van Gelderland
  -  Médaillée de bronze au championnat du monde du contre-la-montre par équipes
- 2013
  - 3e du Chrono Gatineau
  - 5e du Trofeo Alfredo Binda-Comune di Cittiglio
  - 10e du contre-la-montre par équipes de l'Open de Suède Vårgårda
- 2014
  -  Championne du monde du contre-la-montre par équipes
  - Drentse 8 van Dwingeloo
  - 3e (contre-la-montre par équipes) et 5e étapes de l'Energiewacht Tour
  - Contre-la-montre par équipes de l'Open de Suède Vårgårda
  - Course en ligne de l'Open de Suède Vårgårda
  - 2e du Circuit de Borsele (contre-la-montre)
  - 4e du Tour de Drenthe

- 2015
  - Le Samyn des Dames
  - 3e étape de l'Emakumeen Bira
  -  Médaillée d'argent du championnat du monde du contre-la-montre par équipes
  - 2e de l'Omloop van het Hageland
  - 3e du championnat des Pays-Bas du contre-la-montre
  - 3e du Contre-la-montre par équipes de l'Open de Suède Vårgårda
  - 9e du Tour des Flandres
- 2016
  -  Championne du monde du contre-la-montre par équipes
  - Le Samyn des Dames
  - Tour de Drenthe
  - Gand-Wevelgem
  - 1re (contre-la-montre par équipes) et 2e étapes de l'Energiewacht Tour
  - Contre-la-montre par équipes de l'Open de Suède Vårgårda
  - Boels Ladies Tour :
    - Classement général
    - 2e étape (contre-la-montre par équipes)

  - 2e du Circuit Het Nieuwsblad
  - 2e du championnat des Pays-Bas du contre-la-montre
  - 3e du Tour des Flandres
  - 3e de la course en ligne de l'Open de Suède Vårgårda
  - 3e du Circuit de Borsele (contre-la-montre)
  - 4e de La Madrid Challenge by La Vuelta
- 2017
  -  Championne du monde sur route
  -  Championne des Pays-Bas sur route
  - 4e étape de l'Healthy Ageing Tour
  - 1re étape du Tour d'Italie (contre-la-montre par équipes)
  - Contre-la-montre par équipes de l'Open de Suède Vårgårda
  -  Médaillée d'argent du championnat du monde du contre-la-montre par équipes
  - 2e du Circuit Het Nieuwsblad
  - 3e du Tour des Flandres
  - 4e du Trofeo Alfredo Binda-Comune di Cittiglio
  - 6e du Boels Ladies Tour
  - 8e de Gand-Wevelgem
  - 9e du Tour de Drenthe
- 2018
  -  Championne des Pays-Bas sur route
  - Amstel Gold Race
  - 3e étape secteur b et 4e étape de l'Healthy Ageing Tour
  - 5e étape du Boels Ladies Tour
  - Contre-la-montre par équipes de l'Open de Suède Vårgårda
  -  Médaillée d'argent du championnat du monde du contre-la-montre par équipes
  - 2e du Trofeo Alfredo Binda
  - 2e de l'Healthy Ageing Tour
  - 4e des Strade Bianche
  - 5e du Tour des Flandres
- 2019
  - Circuit Het Nieuwsblad
  -  Médaillée d'argent du contre-la-montre aux Jeux européens
  - 2e du Tour de Drenthe
  - 7e du Tour des Flandres
  - 10e des Strade Bianche
- 2020
  - Le Samyn des Dames
  - Tour des Flandres
  - 4e du championnat d'Europe sur route
- 2021
  - Strade Bianche
  - À travers le Hageland
  - Simac Ladies Tour
  - Drentse 8 van Westerveld
  - 10e de Paris-Roubaix
- 2022
  - 2e du contre-la-montre par équipes de l'Open de Suède Vårgårda
  - 3e du Tour des Flandres
  - 4e du Trofeo Alfredo Binda-Comune di Cittiglio
  - 8e de Paris-Roubaix
- 2024
  -  Championne des Pays-Bas sur route

### Résultats sur les grands tours

#### Tour d'Italie
11 participations
- 2010 : 62e
- 2011 : 43e
- 2013 : non partante (6e étape)
- 2014 : 38e
- 2015 : 49e
- 2017 : 40e
- 2018 : 50e
- 2019 : abandon (7e étape)
- 2020 : 18e
- 2021 : abandon (10e étape)
- 2024 : abandon (7e étape)

#### Tour de France
1 participation :
- 2022 : 49e

### Classements mondiaux
| Année                                 | 2009 | 2010 | 2011 | 2012 | 2013 | 2014 | 2015 | 2016 | 2017 | 2018 | 2019 | 2020 | 2021 | 2022 | 2023 | 2024 |
| ------------------------------------- | ---- | ---- | ---- | ---- | ---- | ---- | ---- | ---- | ---- | ---- | ---- | ---- | ---- | ---- | ---- | ---- |
| Classement UCI                        | 24e  | 36e  | 25e  | 84e  | 49e  | 22e  | 37e  | 9e   | 12e  | 16e  | 39e  | 16e  | 21e  | 45e  | nc   | 313e |
| Coupe du monde                        | 18e  | 12e  | 18e  | 113e | 23e  | 9e   | 34e  |      |      |      |      |      |      |      |      |      |
| UCI World Tour                        |      |      |      |      |      |      |      | 4e   | 14e  | 12e  | 31e  | 16e  | 9e   | 26e  | nc   | 266e |
|                                       |      |      |      |      |      |      |      |      |      |      |      |      |      |      |      |      |
| Légende : nc = non classéSource : UCI |      |      |      |      |      |      |      |      |      |      |      |      |      |      |      |      |